# Чуфаровские
Чуфаровские — древний русский дворянский род.
При подаче документов (1686) для внесения рода в Бархатную книгу, была предоставлена родословная роспись Чуфаровских.
Род записан в VI часть родословных книг Воронежской, Московской и Рязанской губерний.
Родоначальник Чуфаровских выехал из Польши в Псков и по крещении наречено ему имя Герасим. Внуки его, Юрий и Иван Чуфаровские дворяне московские, жалованы поместьями (1622).

## Описание герба
В верхней половине щита, в правом голубом поле, изображен золотой крест (герб княжества Волынского) и под ним, в красном поле, виден до половины белый одноглавый орел с распростертыми крыльями. В левом серебряном поле горизонтально означены две полосы красного и голубого цветов и между ними подкова, шипами вниз обращенная (польский герб Ястршембец). В нижней половине, разрезанной диагонально к верхнему правому углу чертою, в зеленом и золотом полях, находится ездок, скачущий на коне в левую сторону, с поднятым мечом.
На щите дворянский коронованный шлем. Нашлемник: три страусовых пера. Намёт на щите зеленый и золотой, подложенный серебром и красным. Щитодержатели: два льва. Герб рода Чуфаровских внесён в Часть 9 Общего гербовника дворянских родов Всероссийской империи, стр. 46.

## Известные представители
- Чуфаровский Юрий Гаврилович — луховской городовой дворянин (1629).
- Чуфаровский Михаил Гаврилович — стряпчий (1692).
- Чуфаровский Клим Иванович — московский дворянин (1692)[5].